# 진 (영성)
진(秦, 기원전 900년경 ~ 기원전 221년)은 중국의 왕조이다. 동주(춘추/전국)시대 제후국이었다. 기원전 221년에 중국을 최초로 통일하여 제국 진나라를 이루었지만, 기원전 206년에 망했다. 왕실의 성은 영(嬴), 통일 시의 수도는 함양이었다.

## 역사

### 주나라 시대
기원전 900년즈음에 주의 효왕(孝王)을 시중들고 있던 비자(非子)가 말의 생산을 실시해, 공적을 올렸으므로의 영(嬴)이라는 성을 받고 대부가 되어, 진(秦) 땅에 영지를 받았다고 한다.
진이 최초로 흥한 장소는 현재의 간쑤성 리 현 부근이며, 현재 이 땅에서 진의 선조의 능묘라고 추정되는 것이 발견되어 주목을 받고 있다. 기원전 770년에 주나라가 견융(犬戎)에 쫓겨 도성을 동쪽으로 천도하는 과정에서 양공(襄公)은 주 평왕(周平王)을 호위한 공으로 주의 구지인 기(岐)에 봉해지게 되었고, 이후 진은 제후의 반열에 오른다.

### 춘추, 전국시대
진은 춘추시대에 들어가는 동시에 제후가 되었지만, 풍속적으로는 중원 제국(諸國)과 크게 달라 야만스러운 나라라고 업신여김을 받았다. 역대 진후(秦侯)는 주로 서융(西戎)과 항쟁하면서 영토를 확장했고, 법률 정비 등을 실시하여 나라의 기틀을 만들어 갔다. 기원전 677년에는 수도를 옹성(雍城, 현재의 산시성 바오지시 펑샹 현)에 두었다.
9대 목공(穆公)은 백리해(百里奚) 등 타국 출신자를 적극적으로 등용, 서융을 크게 토벌해 서융의 패자가 되었고, 주변의 소국을 합병하고 영토를 넓혀 이웃 진(晋)에 필적할 정도가 되었다. 때마침 진(晋)이 여희(驪姬)의 난을 겪으면서 혜공(惠公)을 옹립하지만, 혜공은 배신을 일삼았다. 목공은 혜공의 군대를 한원에서 격파했다. 또한 혜공 사후에는 혜공의 형 중이(重耳)를 진공(晋公)으로 즉위시켰다. 중이가 진(晋)의 명군 문공(文公)이 되었고, 진문공을 통하여 진(晋)은 다시 강국의 풍모를 되찾는다. 그러나 문공 사후, 진(秦)은 다시 진(晋)을 격파하고, 영토를 강탈했다. 이러한 실적에 근거, 목공은 춘추 오패의 한 사람으로 꼽힌다.
그러나 목공이 죽었을 때, 177명의 가신들은 순장의 풍습을 따라 함께 죽었고, 명군과 인재를 한 번에 잃은 진나라는 기세를 잃어 영토는 축소되었다. 나라를 유지할만한 힘은 아직 유지하고 있었지만, 춘추시대 중기 이후 주역은 북쪽의 진(晋)과 남쪽의 초(楚)였고, 진은 이에 비하여 한 발 밀려나 있던 상황이었다.
전국시대에 진은 전국칠웅(戰國七雄)의 하나로 불린다. 이웃나라 진(晋)은 내부에서의 권력 싸움의 끝에 한(韓)·위(魏)·조(趙)의 삼국으로 갈라졌다. 이렇게 갈라진 삼국을 삼진(三晋)이라 부른다. 삼진 중 위나라가 전국 초기, 명군 문후(文侯)에 의해 강하게 성장하였고, 진은 위에게 압박을 받고 영토를 빼앗긴다.
이 상황에 분개한 25대 군주 효공(孝公)은 넓게 인재를 구해 대세를 만회할 수 있는 방책을 찾았다. 이에 응한 자가 그 유명한 상앙(商鞅)이다. 상앙은 행정 제도의 개혁·십오제(什伍制)의 채용 등을 실시해, 진을 강력한 중앙집권 체제로 다시 태어나게 했다. 이러한 상앙의 변법 운동에 의해 진은 철저한 법치주의 국가로 변모하였고, 국내의 생산력, 군사력을 높여 서서히 다른 여섯 나라를 압도하였다. 효공은 기원전 350년, 도성을 함양으로 옮기고 본격적인 천하 경영을 모색하기 시작한다.
그 후 효공의 아들이 강해진 국력을 기반으로 기원전 324년에 왕을 칭하니, 이가 혜문왕(惠文王)이다. 기원전 316년에 혜문왕은 파촉(巴蜀)을 점령하고 이 땅의 개발을 실시하여 한층 더 생산력을 올려 장강(長江) 상류를 차지하게 되었고, 장강을 따라 진격할 수 있게 되어 초를 압박할 수 있었고, 초와의 싸움에서 압도적으로 유리한 입장에 섰다. 혜문왕은 모략가인 장의(張儀)를 등용하고, 초를 질질 끌어 돌려 전쟁으로 격파해, 초회왕(楚懷王)을 사로잡는데 성공한다. 혜문왕은 위와 한의 왕들을 각각 마부와 배승으로 삼을 정도로 굴복시켰다. 하지만, 혜문왕의 아들 무왕(武王) 시기에 그가 장의를 내쳐버리자 장의는 위에 망명, 이로 인한 한과의 격전 끝에 많은 군사를 잃었고, 혜문왕은 사고사하여, 후계자 싸움이 일어나 전력이 후퇴해 버린다.
이 시기 동쪽에서는 제(齊)나라가 신장하고 있어, 은나라의 후예인 송(宋)나라를 병합하는 등 주변 제국을 압박하고 있었다. 기원전 288년 당시에는 제를 동제, 진을 서제라고 칭했다. 제나라가 곧바로 제호를 취소했으므로, 진도 취소하지 않을 수 없었지만, 이 시기는 서쪽의 진나라, 동쪽의 제나라 2강국 시대를 만들고 있었다. 그러나 제나라는 연(燕)나라의 악의(樂毅)가 지휘하는 5개국 연합군에 의해 수도 임치(臨淄)가 함락되어 망국 직전까지 몰리는 위기를 겪게 되었고, 이러한 소용돌이 속에 진나라는 강국의 위치를 굳건히 할 수 있었다.
혜문왕의 아들이자 무왕의 이복동생인 소양왕(昭襄王)의 시대에 재상 위염(魏冄)과 백기(白起) 장군의 활약으로 진은 몇 번이나 승리를 거둔다. 그러나 소양왕을 즉위시킨 재상 위염의 권력이 너무 커진 것을 우려한 소양왕은 재상 위염을 숙청하고, 대신 범저(范雎)를 등용한다. 범저가 진언한 것은 유명한 원교근공(遠交近攻) 책략이다. "가까이에 있는 한·위를 거느리고, 먼 제나라와의 싸움을 거듭하고 있었지만, 이것으로는 승리해도 얻을 수 있는 것은 먼 땅이 되어, 지키는 것이 어려워진다. 이에 대해서 먼 제나라나 연나라와 동맹해 가까운 한·위·조를 공격하면 가까운 땅이 손에 들어 오게 되었고, 이는 곧바로 진의 영토로 집어 넣는 것이 용이해진다." 이것이 원교근공책이다. 감동한 소양왕은 이 진언을 채택하고, 범저를 재상으로 삼았다.
기원전 260년에는 백기가 조나라로 진격, 장평 전투를 통하여 조군을 격파, 조의 포로 40만 명을 생매장하여 조나라의 예기를 꺾어버린다. 기원전 255년에 주나라를 멸해 그 영지를 접수하여 진의 위세는 한층 더 높아졌다.

### 진나라 통일 이후
진나라는 기원전 221년 제31대 왕인 진왕 정이 모든 나라를 멸망하고 통일하여 황제(皇帝)의 위에 오르면서 중국 최초로 제국 시대를 열었다. 그러나 이 나라는 오래 가지 못했다.

## 영진의 역대 군주
| 대수 | 시호                                     | 이름                  | 재위 기간                     | 능묘                    | 세계 관계                                            |
| ---- | ---------------------------------------- | --------------------- | ----------------------------- | ----------------------- | ---------------------------------------------------- |
| 추존 | -                                        | 비자(非子)            | 기원전 900년경 ~ 기원전 858년 |                         | 오래(惡來)의 5세손                                   |
| 추존 | 진후(秦侯)                               | 미상                  | 기원전 857년 ~ 기원전 848년   |                         | 비자의 아들                                          |
| 추존 | 공백(公伯)                               | 미상                  | 기원전 847년 ~ 기원전 845년   | 미상                    | 진후의 아들                                          |
| 추존 | 진중(秦仲)                               | 미상                  | 기원전 844년 ~ 기원전 822년   |                         | 공백의 아들                                          |
| 추존 | 장공(莊公)                               | 기(其)                | 기원전 821년 ~ 기원전 778년   |                         | 진중의 장남                                          |
| 01   | 양공(襄公)                               | 미상                  | 기원전 777년 ~ 기원전 766년   |                         | 장공의 차남                                          |
| 02   | 문공(文公)                               | 미상                  | 기원전 765년 ~ 기원전 716년   |                         | 양공의 아들                                          |
| 추존 | 정공(竫公, 靖公)                         | 미상                  | 즉위하지 않음, 추존           |                         | 문공의 아들                                          |
| 03   | 헌공(憲公) 영공(寧公)                    | 미상                  | 기원전 716년 ~ 기원전 704년   |                         | 정공의 아들                                          |
| 04   | 출자(出子)                               | 만(曼)                | 기원전 703년 ~ 기원전 698년   |                         | 헌공의 막내아들                                      |
| 05   | 무공(武公)                               | 미상                  | 기원전 697년 ~ 기원전 678년   |                         | 헌공의 장남                                          |
| 06   | 덕공(德公)                               | 미상                  | 기원전 677년 ~ 기원전 676년   |                         | 헌공의 아들 무공의 동생                              |
| 07   | 선공(宣公)                               | 미상                  | 기원전 675년 ~ 기원전 664년   |                         | 덕공의 장남                                          |
| 08   | 성공(成公)                               | 미상                  | 기원전 663년 ~ 기원전 660년   |                         | 덕공의 아들 선공의 동생                              |
| 09   | 목공(穆公, 繆公)                         | 임호(任好)            | 기원전 659년 ~ 기원전 621년   |                         | 덕공의 아들 성공의 동생                              |
| 10   | 강공(康公)                               | 앵(罃)                | 기원전 620년 ~ 기원전 609년   |                         | 목공의 아들                                          |
| 11   | 공공(共公)                               | 화(和) 가(貑) 도(稻)  | 기원전 608년 ~ 기원전 604년   |                         | 강공의 아들                                          |
| 12   | 환공(桓公)                               | 영(榮)                | 기원전 603년 ~ 기원전 577년   |                         | 공공의 아들                                          |
| 13   | 경공(景公) 희공(僖公)                    | 석(石)                | 기원전 576년 ~ 기원전 537년   |                         | 환공의 아들 후백거(后伯車)라는 이름은 잘못 전해진 것 |
| 14   | 애공(哀公)                               | 미상                  | 기원전 536년 ~ 기원전 501년   |                         | 경공의 아들                                          |
| 추존 | 이공(夷公)                               |                       | -                             |                         | 애공의 아들                                          |
| 15   | 혜공(惠公)                               | 미상                  | 기원전 500년 ~ 기원전 491년   |                         | 이공의 아들                                          |
| 16   | 도공(悼公)                               | 미상                  | 기원전 490년 ~ 기원전 477년   |                         | 혜공의 아들                                          |
| 17   | 여공공(厲共公)                           | 미상                  | 기원전 477년 ~ 기원전 443년   |                         | 도공의 아들                                          |
| 18   | 조공(躁公)                               | 미상                  | 기원전 443년 ~ 기원전 429년   |                         | 여공공의 아들                                        |
| 19   | 회공(懷公)                               | 미상                  | 기원전 428년 ~ 기원전 425년   |                         | 여공공의 아들                                        |
| 20   | 영공(靈公)                               | 미상                  | 기원전 424년 ~ 기원전 415년   |                         | 회공의 손자, 진소자(秦昭子)의 아들                   |
| 21   | 간공(簡公)                               | 도자(悼子)            | 기원전 414년 ~ 기원전 400년   |                         | 진소자의 동생 영공의 숙부                            |
| 22   | 혜공(惠公)                               | 미상                  | 기원전 399년 ~ 기원전 387년   | 능어(陵圉)              | 간공의 아들                                          |
| 23   | 출공(出公)                               | 미상                  | 기원전 386년 ~ 기원전 385년   |                         | 혜공의 아들                                          |
| 24   | 헌공(獻公)                               | 사습(師隰) 연(連)     | 기원전 385년 ~ 기원전 362년   | 효어(囂圉)              | 영공의 아들                                          |
| 25   | 효공(孝公)                               | 거량(渠梁)            | 기원전 361년 ~ 기원전 338년   | 제어(弟圉)              | 헌공의 아들                                          |
| 26   | 혜문왕(惠文王)                           | 사(駟)                | 기원전 337년 ~ 기원전 311년   | 공릉(公陵)              | 효공의 아들 기원전 324년, 다시 개원 후 칭왕          |
| 27   | 도무왕(悼武王) 무왕(武王) 무열왕(武烈王) | 탕(蕩)                | 기원전 311년 ~ 기원전 307년   | 영릉(永陵)              | 혜문왕의 아들                                        |
| 28   | 소양왕(昭襄王) 소왕(昭王)                | 직(稷) 칙(則)         | 기원전 306년 ~ 기원전 251년   | 지릉(芷陵)              | 혜문왕의 아들 도무왕의 이복동생                      |
| 29   | 효문왕(孝文王)                           | 주(柱)                | 기원전 250년 ~ 기원전 250년   | 수릉(壽陵)              | 소양왕의 아들                                        |
| 30   | 장양왕(莊襄王) 장왕(莊王)                | 이인(異人) 자초(子楚) | 기원전 249년 ~ 기원전 247년   | 지양(芷陽)              | 소양왕의 아들                                        |
| 31   | 시황제(始皇帝)                           | 정(政)                | 기원전 246년 ~ 기원전 210년   | 진시황릉 (秦始皇陵)     | 장양왕의 아들 전국 통일 후 칭제                      |
| 32   | 이세황제(二世皇帝)                       | 호해(胡亥)            | 기원전 209년 ~ 기원전 207년   | 진이세황릉 (秦二世皇陵) | 시황제의 아들                                        |
| 33   | -                                        | 자영(子嬰)            | 기원전 207년                  |                         | 이세황제의 조카 황제의 칭호를 포기                   |

## 같이 보기
- 통일제국 진